# Sociala problem
Sociala problem är problem som har sociala orsaker och som drabbar individer, grupper och samhällen. Med andra ord är sociala problem inte individuella problem, utan något som uppstår och förstärks genom olika typer av sociala samspel, relationer och samhälleliga strukturer.
Exempel på sociala problem är fattigdom, droganvändning/missbruksproblem, kriminalitet, våld, hemlöshet och prostitution. Socialt arbete är en vetenskaplig disciplin som undersöker sociala problem och praktiska tillvägagångssätt för att komma tillrätta med sociala problem. Socialt arbete är huvudämnet för socionomer, vars arbete fokuserar på att lösa eller hantera sociala problem. Genom att minska utsatthet, utanförskap och marginalisering är det möjligt att motverka sociala problem.

## Orsaker
Sociala problem härstammar från olika typer av orättvisor, förtryck eller obalanser mellan människor. Ekonomisk jämlikhet och jämställdhet mellan kvinnor och män är därför nära förknippat med uppkomsten av sociala problem. 

### Personliga eller sociala problem?
Sociala problem kan vara en utsträckning av personliga problem, på samma vis som personliga problem kan vara en utsträckning av sociala problem. Lite förenklat så är att en person blir sysslolös ett personligt problem (som visserligen ofta hanteras av stater och som har implikationer för exempelvis familj) medan sysslolöshet på grupp- eller samhällsnivå är ett socialt problem som har implikationer som går långt över individen. Utbredd sysslolöshet skapar social oro, folkhälsoproblem och politisk aktivitet.

## Begreppets historik
Begreppets ursprung har spårats till senare delen av 1800-talet. Föreningen Studenter och arbetare, bildat i Uppsala 1886, var exempelvis tidigt ute med att använda sig av begreppet. Tidigare under 1800-talet användes istället uttryck som "den sociala frågan", "samhällsfrågan" och "samhällsproblem". 

## Organisationer
Det finns många organisationer som syftar till att motverka sociala problem av olika art, drogproblematik, kriminalitet, hemlöshet, prostitution, integrationsproblem med mera. Det finns också forskningsinriktade organisationer. En av de större är Society for the Study of Social Problems.